# Неритична зона
Неритичната зона е част от хидросферата разположена над шелфа на моретата и океаните. Обикновено тази зона е дълбока до 200 м. Но може да достигне по изключение и до по-голяма дълбочина (Баренцово море и др.). В неретичната зона динамиката на характеристиките на околната среда е най-голяма (температура, кислородно насищане, съдържание на соли, съдържание на биогенни вещества). Тази зона заедно със зоните на ъпвелинг е една от най-продуктивните в хидросферата. При заети 8 % от площта на Световния океан, тя произвежда 26% от общата му продукция. Неретичната зона се дели на супралиторална, литорална и сублиторална зона.